# Kauffman & Fender
A Kauffman & Fender, vagy rövidítve K&F egy már megszűnt amerikai hangszergyártó cég, melyet Leo Fender és Clayton Orr „Doc” Kauffman alapított 1945-ben. A cég főleg gitárerősítőket és hawaii gitárokat forgalmazott, de készültek elektromos gitár modellek is. Kauffman 1946 februárjában eladta üzletrészét Leo Fendernek.